# Сологуб Федір Кузьмович
Фе́дір Сологу́б (справжнє ім'я Федір Кузьмич Тете́рников; 17 лютого (1 березня) 1863, Санкт-Петербург, Російська імперія — 5 грудня 1927, Ленінград, СРСР) — російський поет, прозаїк, драматург, теоретик мистецтва і перекладач, один з головних представників російського символізму.

## Біографія і творчість
Батько письменника — позашлюбний син української кріпачки та її пана, полтавського поміщика Іваницького, був при народженні названий як Кузьма Опанасович Тютюнник, згодом російські урядовці у документах змінили його прізвище спершу на «Тютюнников», а потім — на «Тетерников». Кузьма Опанасович був кравцем, що помер від туберкульозу (1867 року) і залишив сиротами маленьких сина та дочку. Після смерті чоловіка мати Федора, колишня селянка, уродженка Петербурзької губернії, пішла працювати прислугою в домі своїх знайомих Агапових. Відносини з матір'ю у письменника були складними, сувора мати била свого сина до 28 років. Це очевидно вплинуло на його творчість — часто в його творах зустрічаються садомазохістські мотиви, а персонажі його творів мають сексуальні збочення. Та тим не менш письменник все одно любив свою матір про, що не раз писав у своїх творах. Господарі дому виховували майбутнього письменника і його сестру Ольгу разом зі своїми дітьми. У їх будинку була велика бібліотека, якою Сологуб часто користувався. Тим не менш його — сина прислуги, постійно дражнили, тому він не відчував себе рівним з господарськими дітьми.
Завдяки матері Федір зміг закінчити спершу приходську школу, а потім повітове училище. У 1882 закінчує Вчительський інститут і звільняє свою матір таким чином від праці. Свою діяльність педагога письменник розпочав в містечку Крестці Новгородської губернії і сподівався внести зміни в нудне і монотонне життя школи, проте раніше такий ентузіазм сприймався, як інакодумання. Його вчительська діяльність в провінції тривала 10 років. В 1885 він переїздить у Великі Луки, а потім у Витегру, повітове містечко Олонецької області, де викладає в учительській семінарії. Друкувався в періодичних виданнях з 1884 року, але це значного успіху йому не принесло. В 1892 році письменник переїхав в Санкт-Петербург де отримав місце вчителя математики, в 1899 отримав місце вчителя в Андріївському училищі, а потім став інспектором цього училища і членом Петербурзької повітової училищної ради. З 1907 року змушений піти у відставку. У Петербурзі Федір Кузьмич відразу входить в літературне середовище і життя. Знайомиться з новим напрямом — символізмом. В журналі «Северный вестник» друкує своє перше оповідання «Світло і тіні». Псевдонім йому дали в честь письменника В.Соллогуба, тільки відкинули одну букву «л». У 1905 році з'являється роман «Дрібний біс», де події відбуваються в провінційному містечку, а головні герої це в основному вчителі училища цього містечка. Позитивні персонажі практично відсутні в творі. Основний персонаж — вчитель Передонов уособлює дурість, обмеженість, боягузливість, патологічну збоченість. Йому завдає мук фантастична істота Недотикомка і він поступово сходить з розуму. Люди в творах письменника найчастіше гротескно-потворні, жалюгідні і бажають завдати один одному зло. В 1907 році помирає сестра письменника, її пам'яті він посвячує вірш «Чортові каруселі», де стверджує, що світом править зло і сатанинські сили. Тоді ж він приступає до роману «Краплі крові», що стане складовою трилогії «Легенда, що твориться». Далі він пише другий роман з цієї трилогії «Королева Ортруда» і третій «Дим і попіл». В них з'являється ідея про можливість змінити життя з допомогою мистецтва, що творить, про життя, що твориться за власною волею. В цьому другому періоді своєї творчості він приступає до драматургії і починає писати п'єси («Перемога смерті» 1907, «Дар мудрих бджіл» 1907 та ін.). В 1908 році виходить восьма книга віршів «Полум'яне коло» де Сологуб об'єднує в основному лірику написану за 15 років творчості. Згодом він об'єднує і свої оповідання в збірки — «Жало смерті» (ще в 1904), «Личини, що тліють» (1907), «Книга розлук» (1908).

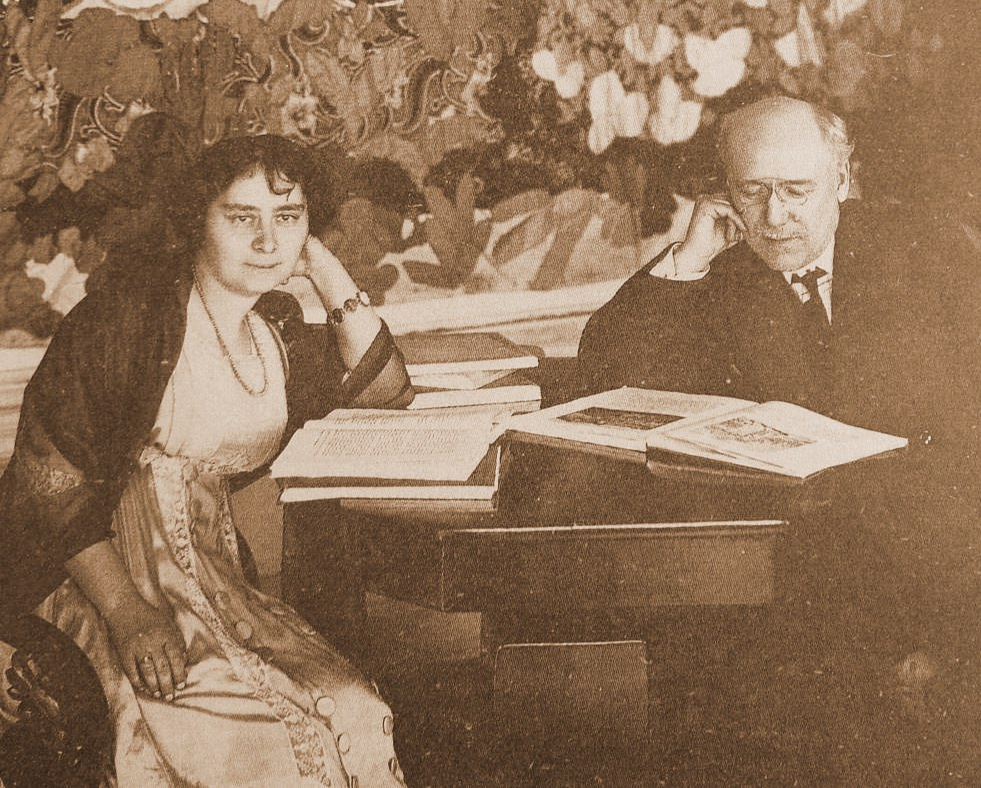
Федір Сологуб і Анастасія Чоботарьовська у себе вдома. Фотографія Карла Булли. 1910-е годы

В 1908 році одружився з письменницею А. Чоботарьовській, що закінчила в Парижі вищу школу суспільних наук. Перша світова війна оцінювалась письменником з шовіністичної точки зору, говорив про самопожертвування. Жовтневу революцію письменник не сприйняв. У 1921 році покінчила життя самогубством дружина письменника, кинувшись з мосту в Неву. Її тіло знайшли тільки весною коли скресла крига. В 1923 році надрукований роман «Заклиначка змій». З 1926 року стає головою Союзу ленінградських письменників. Хвороба в останні роки життя віднімала всі сили. Він не вставав місяцями, жив за темною шафою, в кутку, у родичів дружини. 5 грудня 1927 року Федір Сологуб помер.

## Лірика Сологуба
За тематикою вірші Сологуба можна умовно назвати творами про життя і смерть. Сучасники писали про простоту і навіть примітивність його віршів. Вних немає складних алюзій, як у В. Брюсова чи Д. Мережковського. Ліричним героєм поета володіє почуття слабкості, відчаю, розгубленості, смутку. У віршах поета домінують такі поняття, як темрява, імла, могила, склеп, труп, похорони. Смерть у письменника стає ледь не єдиним виходом в складних життєвих колізій. Сологуб описував в своїх творах світ таким, яким він його бачив і яким він був для нього. Саме тому на його думку світом править, якась демонічна, зла сила. Інколи навіть говорили про диявольське начало в творах письменника.

## Сологуб і Україна
6-8 грудня 1913 року на запрошення Єлисаветградського благодійного товариства поширення грамотності й ремесел відвідав Єлисаветград, де зустрічався з Володимиром Таном (Богоразом) і прочитав лекцію «Искусство наших дней» (яку відвідав, серед усіх, і молодий Арсеній Тарковський).
В останні роки життя переклав російською мовою «Кобзар» Тараса Шевченка.
Вивченням творчості Сологуба займалася американська літературознавиця українського походження Галина Селегень.

## Походження псевдоніму
Дослідники пояснюють походження псевдоніму «Сологуб» так. 1892 року, приїхавши до Петербурга, він приніс свої вірші в журнал «Северный вестник». Прізвище Тетерников здалось редакторові Мінському непоетичним. На столі лежала книжка російського письменника графа В. О. Соллогуба. Критик Я. Л. Волинський запропонував молодому поетові взяти це прізвище собі за псевдонім, і той погодився, лише друге «л» відкинув.

## Твори за датами

### Вибрані романи
- 1895 Важкі сни
- 1905 Дрібний біс
- 1907-1914 Легенда, що твориться
- 1912 Солодше отрути
- 1921 Заклиначка змій

### Розповіді (окремі видання)
- 1896 Тіні
- 1904 Жало Смерті
- 1905 Книга казок
- 1906 Політичні казочки
- 1907 Тліючі личини
- 1908 Книга розлук
- 1909 Книга чар
- 1916 Лютий рік
- 1918 «Сліпий метелик», «Пам'ятаєш, не забудеш» і інші оповідання
- 1921 Відраховані дні

### Вірші (окремі видання)
- 1896 Вірші. Книга перша; Вірші. Книга друга
- 1904 Збірники віршів (1897—1903): Книги III І IV
- 1906 Батьківщині
- 1907 Змій
- 1908 Поль Верлен. Вірші, вибрані та переведені Федором Сологубом: Сьома книга віршів; Полум'яний коло
- 1914 Чарівності землі
- 1915 Війна
- 1917 Червоний мак
- 1921 Небо блакитне; Одна любов; Фіміами
- 1922 Вогнище дорожнє; Сопілка; Соборний благовіст; Чародійна чаша
- 1904 Забілів туман за рікою

### П'єси
- 1906 «Літургія Мені», «Дар мудрих бджіл»
- 1907 «Перемога Смерті», «Кохання», «Ванька Ключник і Паж Жеан»
- 1908 «Нічні танці»
- 1909 «Дрібний біс (п'єса)»
- 1910 «Заручники життя»
- 1912 «Мрія-переможниця»; «Війна і мир (п'єса)»
- 1914 «Любов над безоднями», «Проводи»
- 1915 «Камінь, кинутий у воду (Сім'я Воронцових)»
- 1916 «Візерунок з троянд»
- 1917 «Любов і вірність»